# Ellon (Schottland)
Ellon, schottisch-gälisch: Ealain, ist eine Stadt in der schottischen Council Area Aberdeenshire. Sie ist etwa 20 km nördlich von Aberdeen und 20 km südwestlich von Peterhead am Ythan gelegen. Im Jahre 2011 verzeichnete Ellon 10.268 Einwohner. Ellon wächst seit einigen Jahrzehnten sehr schnell. So lebten dort 1951 nur 1491 Personen.

## Geschichte
Zu den Spuren prähistorischer Besiedlung der Region gehört der nordwestlich gelegene Candle Stone. Ellon war spätestens seit dem 12. Jahrhundert Mittelpunkt und Markt- und Gerichtsort des ehemaligen Earldoms Buchan. Während der Schottischen Unabhängigkeitskriege herrschte der Clan Cumming über Buchan. Im Rahmen des Harrying of Buchan im Jahre 1308 brannten die Truppen Robert the Bruce’ Ellon nieder. Im 19. Jahrhundert war Ellon ein regionales Handelszentrum.

## Verkehr
Ellon liegt an der A90 zwischen Aberdeen und Fraserburgh. Bei Balmedie verjüngt sich die A90 von vier auf zwei Spuren. Es gibt jedoch Pläne die Straße weitere acht Kilometer bis südlich von Ellon vierspurig auszubauen. Nach Westen führt die A920 über Oldmeldrum Richtung Huntly, nach Nordwesten die A948 nach New Deer. Historisch querte die in den 1790er Jahren errichtete Old Bridge in Ellon den Ythan.

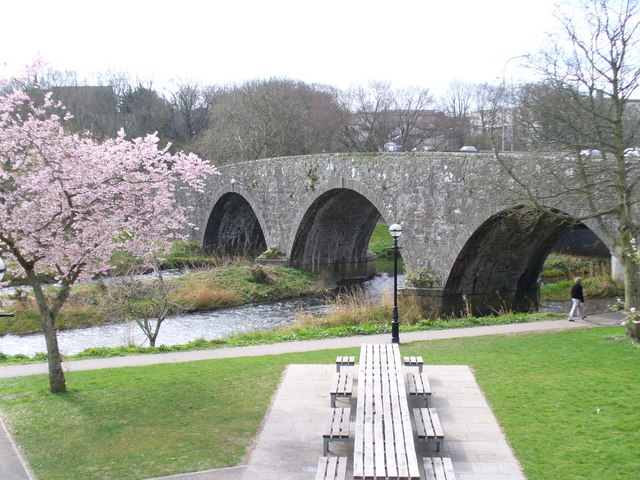
Old Bridge of Ellon über den Ythan
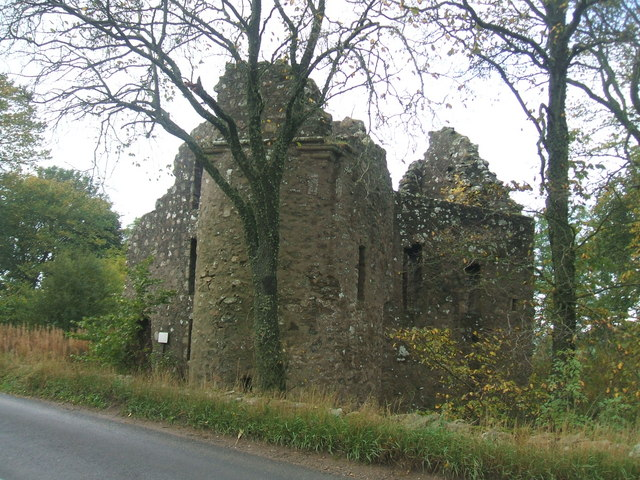
Die Ruinen von Esslemont Castle westlich von Ellon

## Persönlichkeiten
- Paul Sturrock (* 1956), Fußballspieler und -trainer
- Francis Ross (* 1998), Fußballspieler